# نادي الحدود الشمالية الأدبي
نادي الحدود الشمالية الأدبي هو أحد الأندية الأدبية الستة عشر المنتشرة في المملكة العربية السعودية، يتبع النادي مباشرة لوزارة الثقافة السعودية من عام 2019، وكان قبل ذلك تابعا للرئاسة العامة لرعاية الشباب السعودي، ثم تابعاً لوزارة الإعلام السعودية ممثلة بالوكالة العامة للشؤون الثقافية.
ينشط النادي في إقامة الأمسيات الشعرية والثقافية في منطقة الحدود الشمالية كافة منها عرعر وطريف ورفحاء، ويقيم النادي أمسيات القراءات، حيث يتحدث فيها مجموعة من النقاد والباحثين عن كتاب من الكتب، كما يقوم النادي بالإعلان عن مسابقات شعرية وثقافية كمسابقة في القصة القصيرة، ومسابقة في المقال، ومسابقة التأليف المسرحي للأطفال، ومسابقة في الشعر.
تأسس نادي الحدود الشمالية الادبي الثقافي اثناء زيارة خادم الحرمين الشريفين الملك عبد الله بن عبد العزيز في العام 1428 هـ وبدأ نشاطه في العام 1429 هـ في مبنى مستأجر، يُعد النادي آخر الأندية الأدبية تأسيسًا في المملكة العربية السعودية.الذي سيعمل بلا شك على دعم وتفعيل الحركة الثقافية في جميع انحاء المملكة من خلال تقديم الندوات والمحاضرات، والمؤتمرات ونشر الإبداع الأدبي والإنتاج الفكري.

## انظر ايضاً
- الحدود الشمالية
- نادي الرياض الأدبي
- نادي أبها الأدبي

## وصلات خارجية
- شاهد بالصور... مبنى ادبي الحدود الشمالية ..تحفة ثقافية في عرعر.